# Poliomopsis
Poliomopsis is een monotypisch geslacht van roesten uit de familie Uropyxidaceae. Het bevat alleen Poliomopsis thermopsidis.